# Stocard

Logo

Stocard war eine kostenlose App, die vom gleichnamigen Unternehmen entwickelt wurde. Mit Stocard konnten Nutzer ab 2012 ihre Kundenkarten auf ihrem Smartphone speichern. 2024 hatte die App laut Eigenangaben mehr als 47 Millionen aktive Nutzer und war in 42 Ländern verfügbar. Stocard war somit das führende Mobile Wallet im Loyalty-Bereich. Der Hauptsitz von Stocard lag in Mannheim, ab 2016 gab es auch weitere Standorte des Unternehmens in Italien, den Niederlanden, Frankreich, Kanada und Australien. Im Jahr 2021 wurde der Stocard von Klarna übernommen, das im November 2024 die Einstellung der App ankündigte.

## Stocard App
Mit der App konnte der Nutzer Kundenkarten und Mitgliedskarten auf dem Smartphone speichern, indem er den entsprechenden Barcode einscannte oder die Kundennummer eingab. Anschließend konnte er an den Kassen der gespeicherten Geschäfte sein Smartphone anstatt der Plastikkarte vorzeigen und somit Rabatte sammeln. Von 2020 bis 2022 war eine Mobile Payment Funktion in die App integriert worden. Zu Beginn des Jahres 2017 waren Kundenkarten von über 4.000 Unternehmen weltweit in der App gelistet. Zusätzlich konnten Nutzer unbekannte Kundenkarten durch das Einscannen des aufgedruckten Barcodes selbst einlesen und digitalisieren.

## Unternehmen
Die Stocard GmbH wurde 2012 von David Handlos, Björn Goß und Florian Barth, drei Absolventen der Universität Mannheim, während ihrer Studienzeit gegründet und wurde von Klaas Kersting, dem High-Tech Gründerfonds, CD-Venture und der Engelhorn-Holding finanziert. Im März 2016 gewann Stocard Shortcut Ventures, den Beteiligungsarm des Fotounternehmens Cewe und die Beteiligungsgesellschaft Alstin von Carsten Maschmeyer als weitere Investoren. In Mitte 2018 erhielt das Unternehmen weitere Investments von Rocketship.vc, Shortcut Ventures, Alstin und Macquarie. Die Idee kam den Gründern aufgrund überfüllter Geldbeutel.
Konkurrenten von Stocard sind unter anderem Key Ring, FidMe, mobile-pocket, Google Pay und Apple Wallet.